# Station Modi'in Centraal
Station Modi'in Centraal (Hebreeuws: תחנת הרכבת מודיעין מרכז Taḥanat HaRakevet Modi'in Merkaz) is een treinstation in de Israëlische stad Modi'ien. Het is een station op het traject Nahariya-Modi'in en is tevens het eindpunt van de spoorlijn. Het is een van de twee stations in Modi'ien (het andere is Paatei Modi'in). De spoorlijn komt ook langs de internationale luchthaven Ben Gurion in Tel Aviv.

## Structuur en locatie
Het station ligt aan de straat Sderot HaHashmona'im. De sporen en perrons liggen ondergronds, in plaats van bovengronds. Daarmee is het ook het eerste Israëlische ondergrondse station. Het station heeft tevens geen parkeerplaats. Passagiers komen lopend of per bus naar het treinstation.
Het station telt vier sporen.

## Toekomst
Een connectie met Jeruzalem moet waarschijnlijk in 2016 klaar voor gebruik zijn.

## Lijnen
| Eindbestemming | Vorig station  | Lijn             | Volgend station | Eindbestemming |
| -------------- | -------------- | ---------------- | --------------- | -------------- |
| Nahariya       | Paatei Modi'in | Nahariya-Modi'in | eindpunt        | eindpunt       |